# Lewis Hertslet
Lewis Hertslet, född 1787, död 1870, var en engelsk ämbetsman och urkundsutgivare.
Hertslet, som 1801 blev underbibliotekarie samt 1810–57 var bibliotekarie och arkivarie i utrikesministeriet, påbörjade utgivandet av urkundssamlingarna "Hertslet’s commercial treaties" (1820 ff., ny utgåva 2010) och "British and foreign state papers" (1825 ff.) samt redigerade 11 band av den förra och 37 band av den senare.
Hans son och (1857-96) efterträdare sir Edward Hertslet (1824-1902) fortsatte utgivandet av dessa urkundssamlingar, redigerade även den sedan 1852 årligen utkommande "Foreign office list" och utgav Map of Europe by treaty (4 band), Map of Africa by treaty och det underhållande anekdotiska arbetet Recollections of the old foreign office (1901). Han erhöll 1878 knightvärdighet.